# Limnoithona sinensis
Limnoithona sinensis är en kräftdjursart som först beskrevs av Burckhardt 1912.  Limnoithona sinensis ingår i släktet Limnoithona och familjen Oithonidae. Inga underarter finns listade i Catalogue of Life.